# Bighead
Bighead, pseudonimo di Brendan Murray (Lancaster, 13 agosto 1995), è un produttore discografico e disc jockey statunitense.

## Biografia
Brendan nacque il 13 agosto 1995 a Lancaster, California. All'età di 18 anni, dopo che suo padre si trasferì in Arkansas, è diventato un produttore discografico a tempo pieno.

## Carriera
È noto per le produzioni nell'ambito hip hop di SoundCloud. Ha prodotto musica e si è esibito con artisti come Lil Pump, Lil Tracy e Lil Peep. È stato nominato nella lista della rivista XXL dei 30 migliori produttori hip hop del 2017, la quale ha affermato: "Non puoi ascoltare le star del rap emergenti di quest'anno senza ascoltare la musica di Bighead".
Inizialmente ha fatto beat nello stile di Meek Mill e Drake prima che nel 2017 iniziasse a comporre a modo suo. Ha raggiunto per la prima volta la top 10 della Billboard Hot 100 con Gucci Gang di Lil Pump. Ha prodotto quattro tracce per l'album omonimo di Pump.
Bighead ha affermato di essere stato ispirato dai Blink-182.